# Список дипломатических миссий Кении

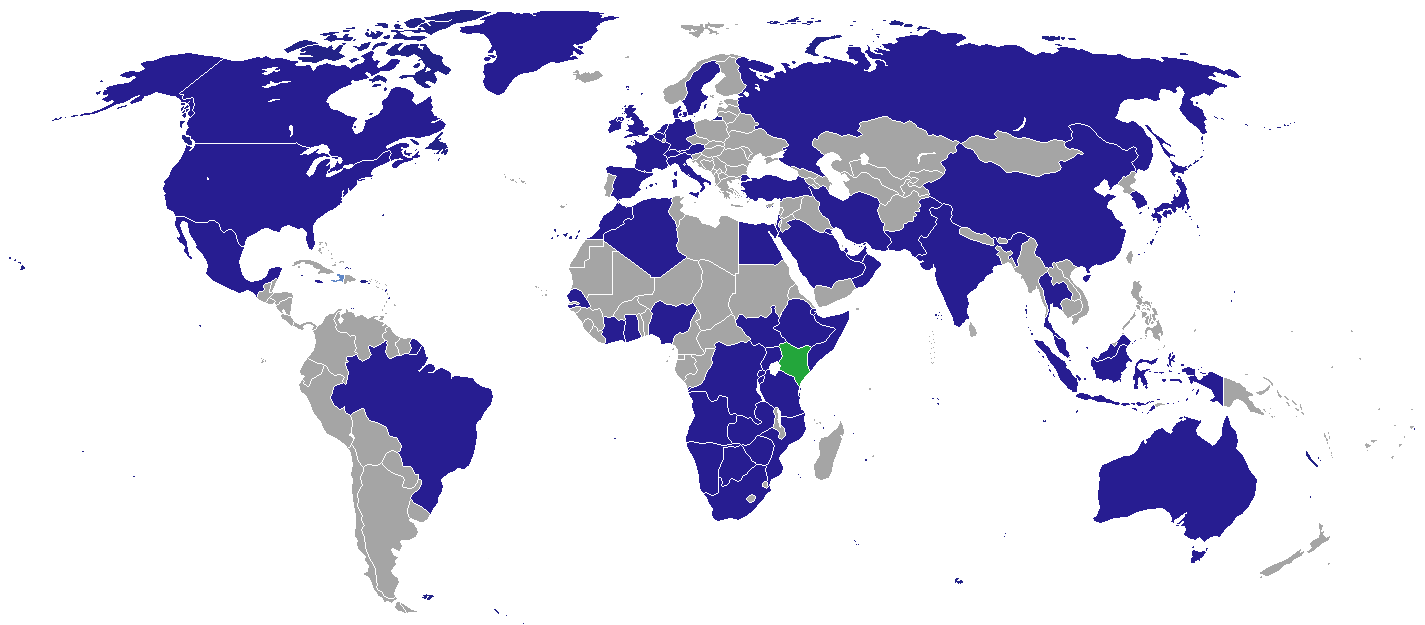
Дипломатические миссии Кении

Список дипломатических миссий Кении — перечень дипломатических миссий (посольств) и представительств Кении в странах мира (не включает почётных консульств).

## Европа
- Австрия
  - Вена (посольство)
- Бельгия
  - Брюссель (посольство)
- Великобритания

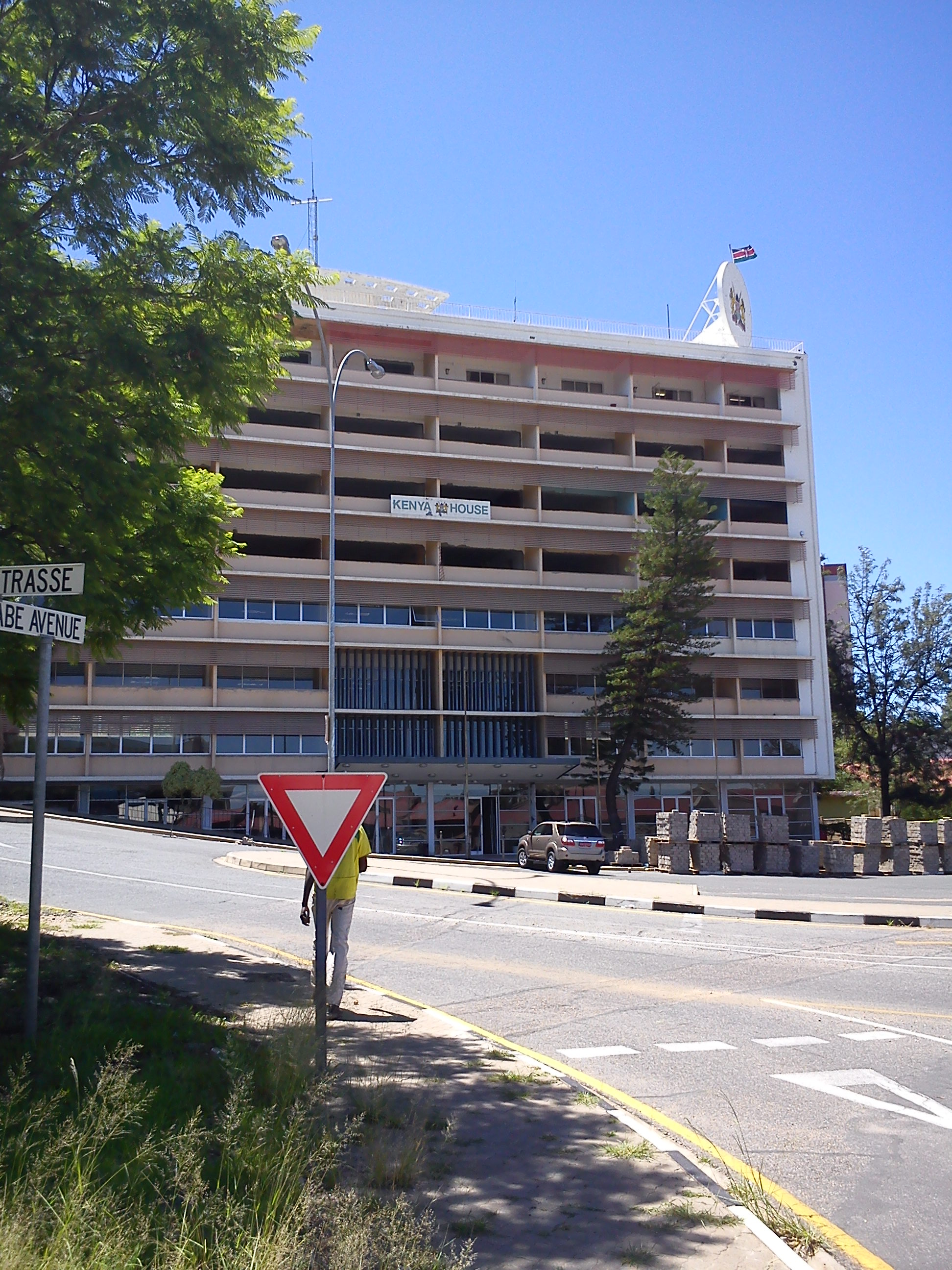
Высшее уполномоченное представительство Кении в Виндхуке

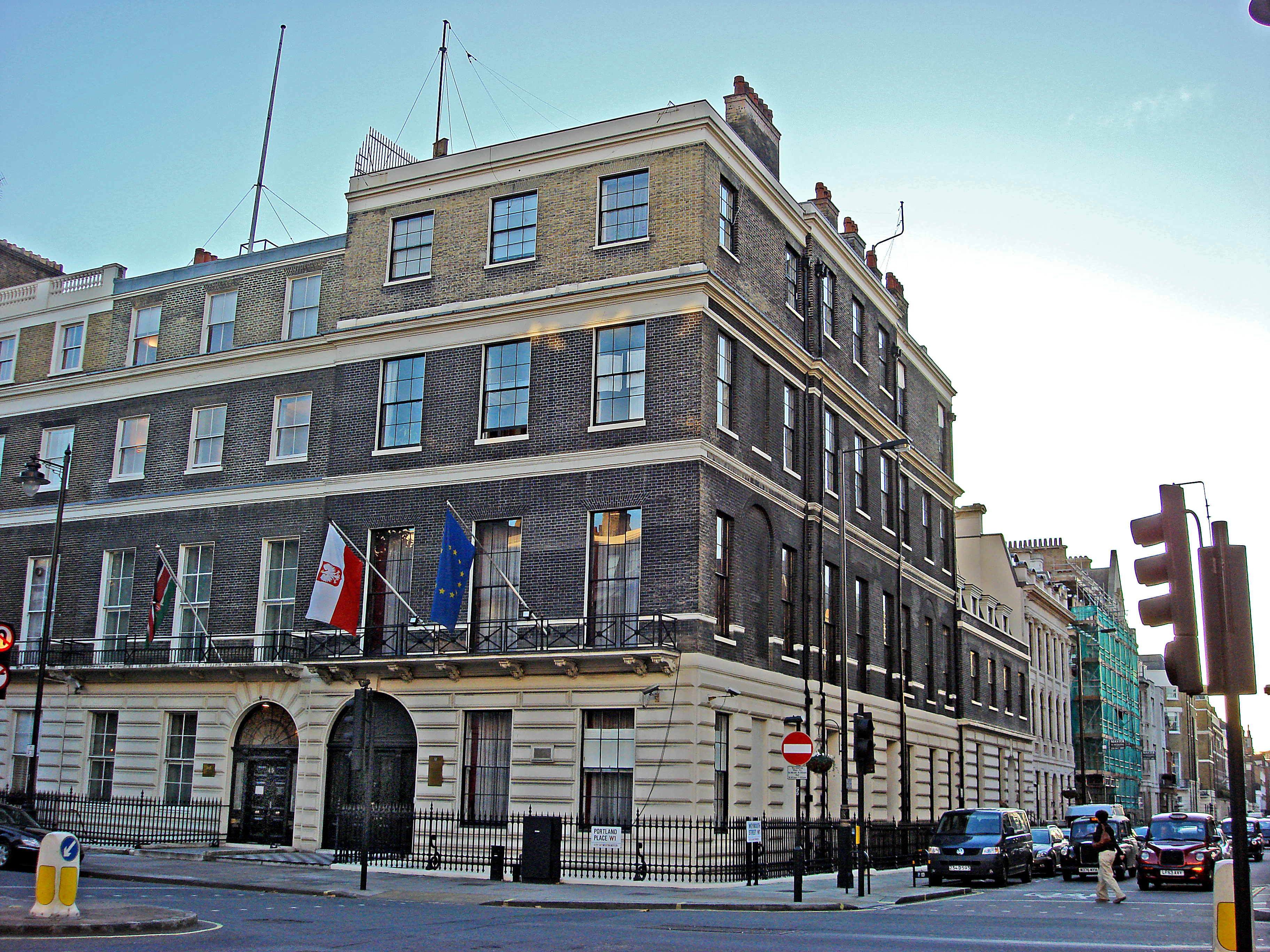
Высшее уполномоченное представительство Кении в Лондоне

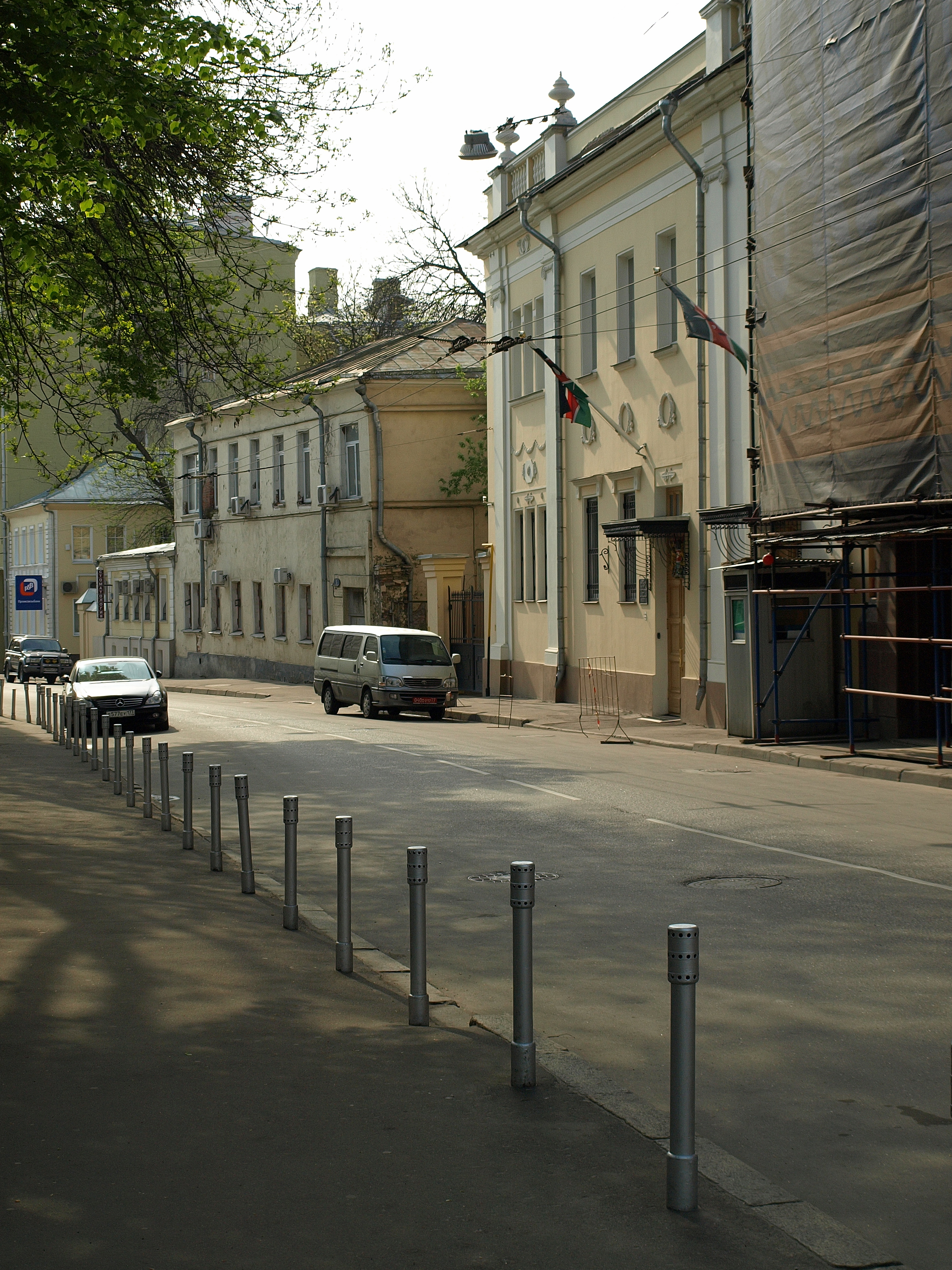
Посольство Кении в Москве

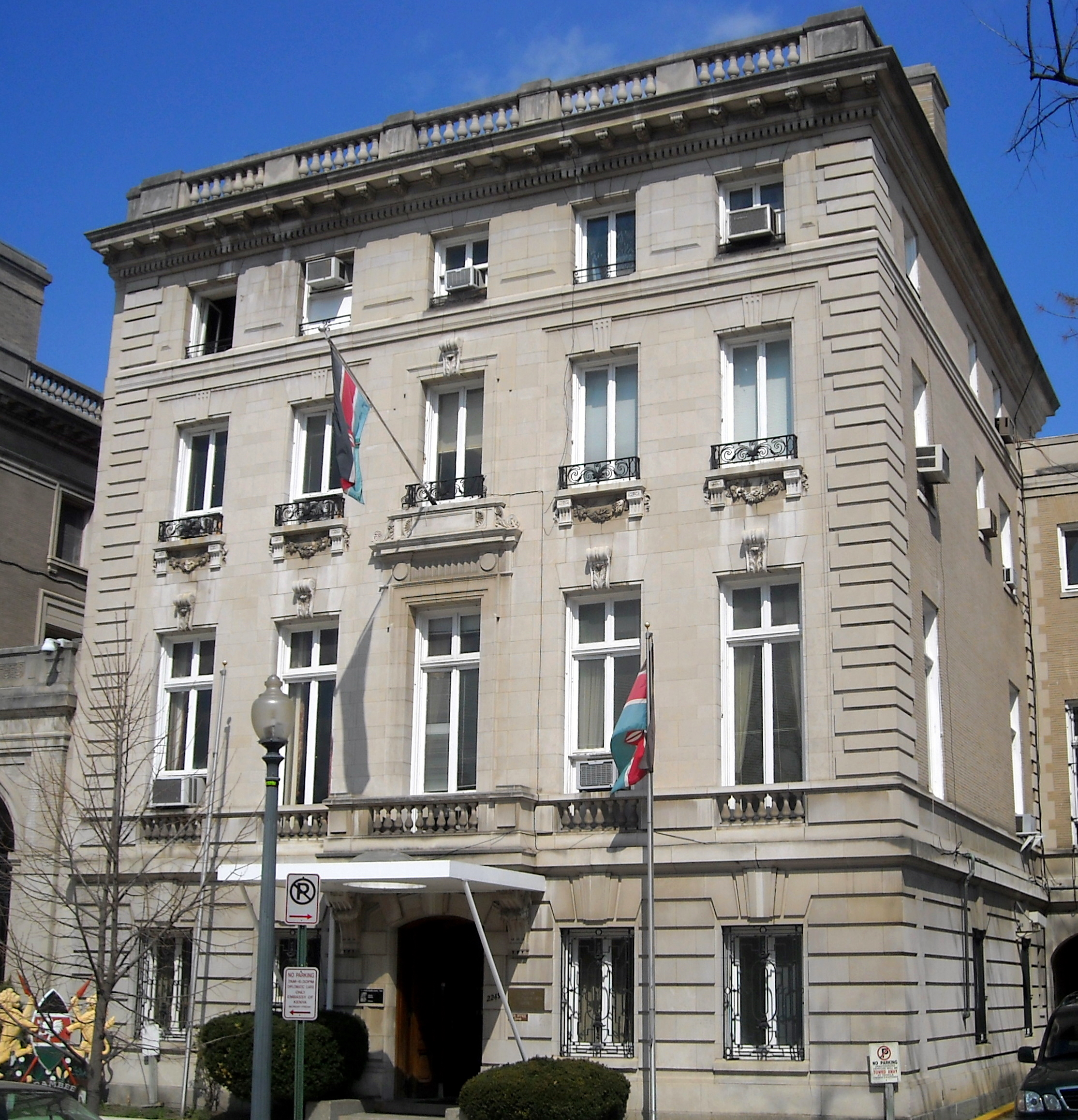
Посольство Кении в Вашингтоне

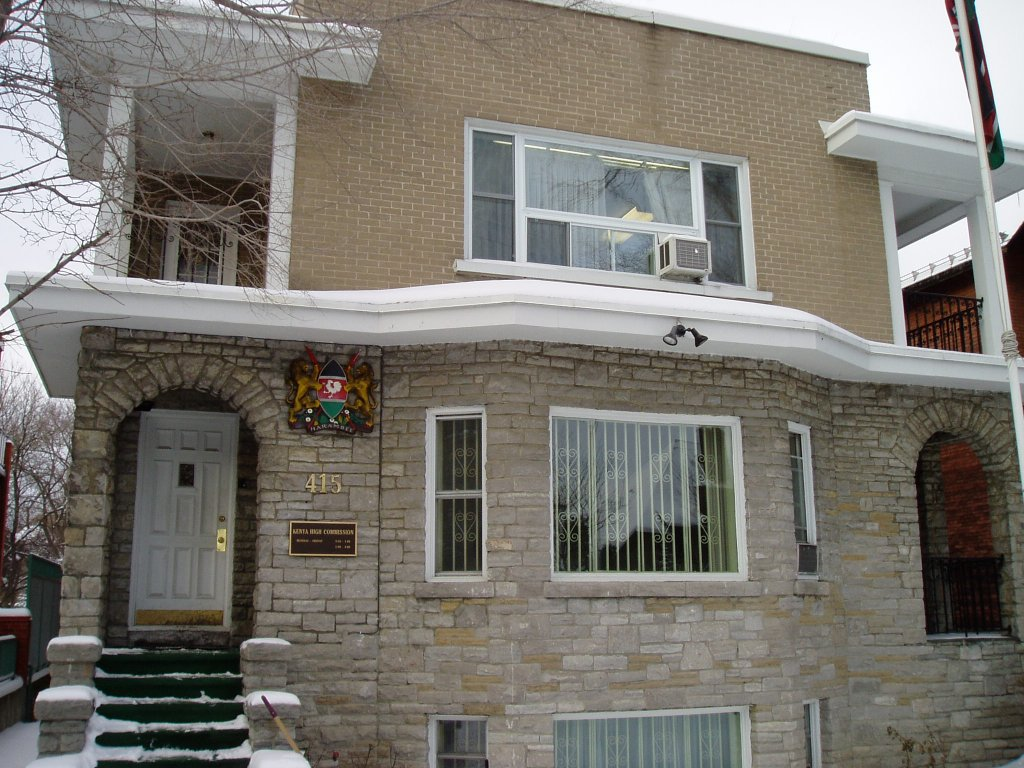
Высшее уполномоченное представительство Кении в Оттаве

  - Лондон (высшее уполномоченное представительство)
- Германия
  - Берлин (посольство)
- Ирландия
  - Дублин (посольство)
- Испания
  - Мадрид (посольство)
- Италия
  - Рим (посольство)
- Нидерланды
  - Гаага (посольство)
- Россия
  - Москва (посольство)
- Франция
  - Париж (посольство)
- Швеция
  - Стокгольм (посольство)

## Азия
- Индия
  - Нью-Дели (высшее уполномоченное представительство)
- Индонезия
  - Джакарта (посольство)
- Китай
  - Пекин (посольство)
- Республика Корея
  - Сеул (посольство)
- Малайзия
  - Куала-Лумпур (высшее уполномоченное представительство)
- Пакистан
  - Исламабад (высшее уполномоченное представительство)
- Таиланд
  - Бангкок (посольство)
- Япония
  - Токио (посольство)

## Средний Восток
- Израиль
  - Тель-Авив (посольство)
- Иран
  - Тегеран (посольство)
- Катар
  - Доха (посольство)
- Кувейт
  - Кувейт (посольство)
- ОАЭ
  - Абу-Даби (посольство)
- Оман
  - Маскат (посольство)
- Саудовская Аравия
  - Эр-Рияд (посольство)

## Америка
- Бразилия
  - Бразилиа (посольство)
- Канада
  - Оттава (высшее уполномоченное представительство)
- Куба
  - Гавана (посольство)
- США
  - Вашингтон (посольство)
  - Лос-Анджелес (генеральное консульство)
  - Нью-Йорк (генеральное консульство)

## Африка
- Ботсвана
  - Габороне (генеральное консульство)
- Бурунди
  - Бужумбура (посольство)
- Египет
  - Каир (посольство)
- Замбия
  - Лусака (генеральное консульство)
- Зимбабве
  - Хараре (посольство)
- ДР Конго
  - Киншаса (посольство)
- Мозамбик
  - Мапуту (генеральное консульство)
- Намибия
  - Виндхук (генеральное консульство)
- Нигерия
  - Абуджа (генеральное консульство)
- Руанда
  - Кигали (посольство)
- Сенегал
  - Дакар (посольство)
- Судан
  - Хартум (посольство)
- Танзания
  - Дар-эс-Салам (генеральное консульство)
- Уганда
  - Кампала (генеральное консульство)
- Эфиопия
  - Аддис-Абеба (посольство)
- ЮАР
  - Претория (генеральное консульство)
- Южный Судан
  - Джуба (посольство)

## Океания
- Австралия
  - Канберра (высшее уполномоченное представительство)

## Международные организации
- Аддис-Абеба (постоянное представительство при Африканском союзе)
- Брюссель (представительство при ЕС)
- Женева (постоянное представительство при ООН и других международных организациях)
- Нью-Йорк (постоянное представительство при ООН)
- Париж (постоянное представительство при ЮНЕСКО)